# Khinita
La khinita és un mineral de la classe dels òxids. Rep el nom del mineralogista Basaw Khin.

## Característiques
La khinita és un hidròxid de fórmula química Pb2+Cu₃2+[Te6+O₆](OH)₂. Va ser aprovada com a espècie vàlida per l'Associació Mineralògica Internacional l'any 1978. La seva duresa a l'escala de Mohs és 3.
Segons la classificació de Nickel-Strunz, la khinita pertany a «04.FD: Hidròxids amb OH, sense H2O; cadenes de octaedres que comparetixen angles» juntament amb els següents minerals: spertiniïta, bracewel·lita, diàspor, goethita, groutita, guyanaïta, montroseïta, tsumgallita, manganita, yttrotungstita-(Y), yttrotungstita-(Ce), frankhawthorneïta i parakhinita.

## Formació i jaciments
Va ser descoberta a la mina Old Guard, situada al districte de Tombstone, al comtat de Cochise (Arizona, Estats Units). També als Estats Units ha estat descrita en diverses mines properes a la localitat tipus, així com en altres indrets dels comtats de San Bernardino (Califòrnia) i Utah (Utah). A fora del país nord-americà tan sols ha estat trobada a Moctezuma (Sonora, Mèxic).